# جانی سروز-گاون
ژُرژ-فرانسیس «جانی» سِروُز-گَوَن (فرانسوی: Georges-Francis "Johnny" Servoz-Gavin‎؛ زادهٔ ۱۸ ژانویهٔ ۱۹۴۲ در گرونوبل، رون-آلپ، درگذشتهٔ ۲۹ مهٔ ۲۰۰۶ در گرونوبل، رون-آلپ) رانندهٔ مسابقات اتومبیل‌رانی اهل فرانسه بود که از فصل ۱۹۶۷ تا ۱۹۷۰ در مجموع در سیزده گراند پری از مسابقات جهانی فرمول یک شرکت کرد.
او در طول دوران فعالیت خود در فرمول یک، ۱ بار بر روی سکو رفت و ۹ امتیاز را نیز به نام خود به‌ثبت رساند.
وی در ۲۹ مهٔ ۲۰۰۶ بر اثر آمبولی ریه در گرونوبل، رون-آلپ درگذشت.